# Zwarte kikkers
Zwarte kikkers (Melanobatrachinae) vormen een onderfamilie van kikkers uit de familie smalbekkikkers (Microhylidae). De groep wordt vertegenwoordigd door slechts een enkele soort; de Indische zwarte kikker (Melanobatrachus indicus). De groep werd voor het eerst wetenschappelijk beschreven door Gladwyn Kingsley Noble in 1931.
De groep wordt ook wel tot de onderfamilie Hoplophryninae gerekend, andere biologen menen dat de kikker sterker verwant is aan de onderfamilies Kalophryninae en smalbekkikkers van Madagaskar (Cophylinae).
De Indische zwarte kikker is zeer zeldzaam, er is weinig over de soort bekend. De soort komt voor in Azië en leeft endemisch in zuidelijk India.

## Geslachten
- Melanobatrachus

Adelastinae · 
Asterophryinae · 
Chaperininae · 
Cophylinae · 
Dyscophinae · 
Gastrophryninae · 
Hoplophryninae · 
Kalophryninae · 
Melanobatrachinae · 
Microhylinae · 
Otophryninae · 
Phrynomerinae · 
Scaphiophryninae